# Палац Бруницьких (Підгірці)
Палац Бруницьких в Підгірцях — пам'ятка архітектури місцевого значення справа при в'їзді до села Підгірці Стрийського району Львівської області, з боку в'їзду з м. Стрия в напрямку смт Дашава. Охоронний номер: 2048.

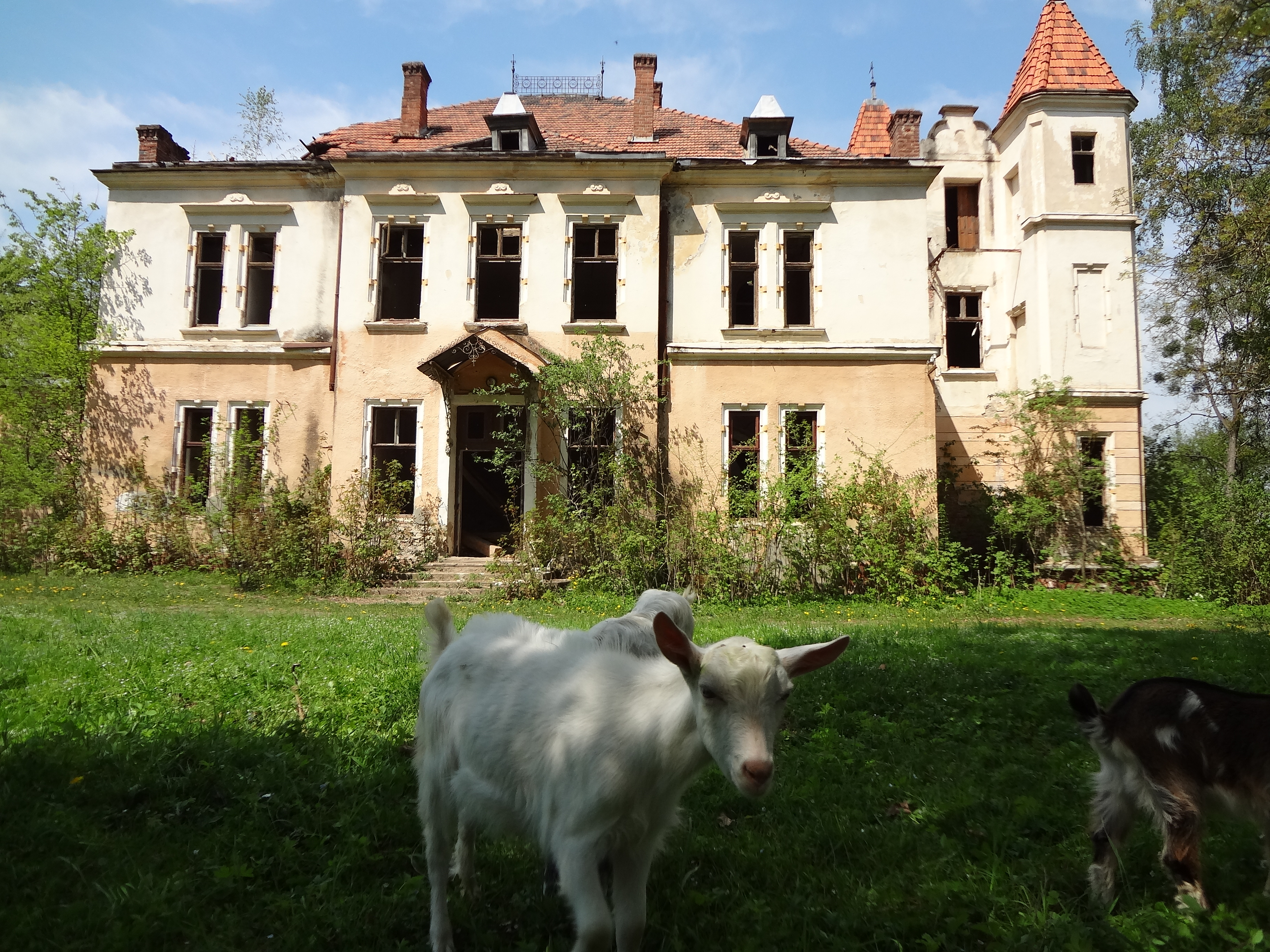
Палац Бруницьких
у селі Підгірці. 2012

## Історія
Юзеф Александр Яблоновський отримав село Підгірці у спадщину від батька і, ймовірно, у 1734 році розпочав будувати новий палац.
Палац розміщений на схилі в частково занедбаному дендропарку площею понад 8 гектарів, який є пам'яткою садово-паркового мистецтва XVIII століття. Парк довкола палацу був закладений ще Яблоновським. В 1817 році Підгірці, після ще кількох власників, викупив барон Юзеф Бруницький. Палац реконструювали, а довкола впорядкували парк, де росло майже три сотні видів рідкісних пород дерев, привезених з усього світу. Із збережених у парку виділяється платан. На території парку збереглася грабова алея, літня ротонда і ставок.
На сьогодні палац частково відновлений, хоч далі потребує значного ремонту.